# Giorgio Agamben
Giorgio Agamben (Roma, 22 de abril de 1942) es un filósofo italiano de renombre internacional, miembro de una familia veneciana de origen armenio. En su obra confluyen estudios literarios, lingüísticos, estéticos y políticos, bajo la determinación filosófica de investigar la presente situación metafísica en Occidente y su posible salida, en las circunstancias actuales de la historia y la cultura mundiales.

## Trayectoria
Agamben se licenció en la Universidad de Roma, en 1965, con un trabajo sobre el pensamiento político de Simone Weil. Por los años sesenta frecuenta mucho a Elsa Morante, Pier Paolo Pasolini (trabajó para él como actor en Il Vangelo secondo Matteo) e Ingeborg Bachmann. En 1966 y 1968, asiste a seminarios de Martin Heidegger sobre Heráclito y Hegel. En 1974, reside en París, y enseña como lector de italiano en la Universidad de Haute-Bretagne. Allí se trata, entre otros, con Pierre Klossowski e Italo Calvino. Estudia por entonces lingüística y cultura medieval.[cita requerida]
En 1974-1975, gracias a Frances Yates, trabajó en la biblioteca del Instituto Warburg, en Londres. Preparó enseguida su libro Stanze, La parola e il fantasma nella cultura occidentale (1977). Tuvo a su cargo la edición de la versión italiana de las obras completas de Walter Benjamin para Giulio Einaudi, y encontró manuscritos del propio Benjamin.

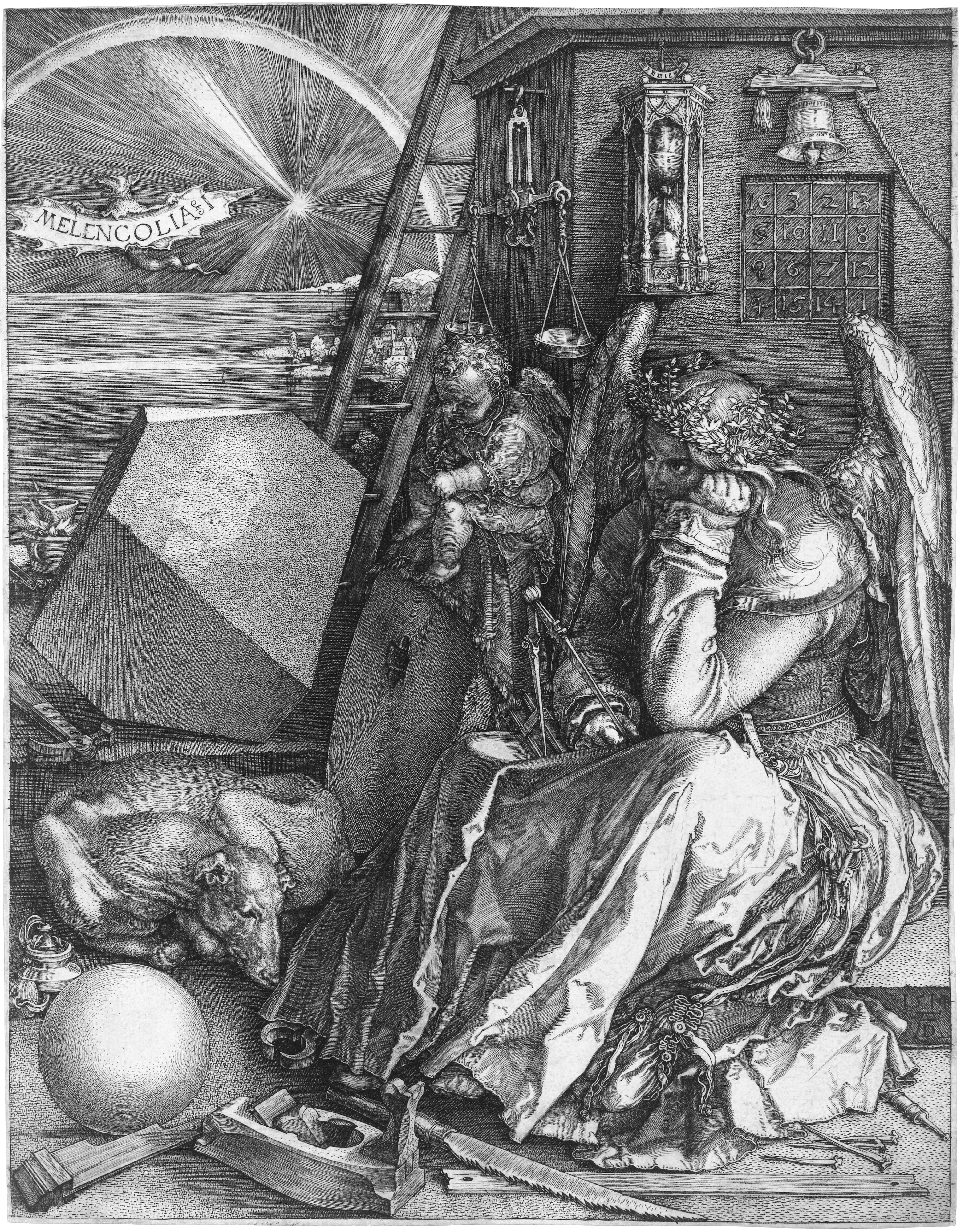
Melancolía I, de Alberto Durero. Giorgio Agamben dedica un importante texto en Estancias al estudio de este grabado.

Entre 1986 y 1993, dirigió programas en el Colegio Internacional de Filosofía de París. Si bien entre 1988 y 1992 fue profesor asociado de estética en la Universidad de Macerata. A continuación, de 1993 a 2003, tuvo la misma misión de enseñante en la Universidad de Verona.[cita requerida]
A partir de la década de 1990, ya se interesaba por la filosofía política y por el concepto de biopolítica de Michel Foucault y estado de excepción de Carl Schmitt. Con él y con una relectura de Hannah Arendt y de Carl Schmitt, elaboró una teoría de la relación entre derecho y vida con una crítica de la idea de soberanismo (Homo sacer, 1995). En 1994, fue profesor visitante en universidades estadounidenses (en el 2003, llegó a ser profesor en la Universidad de Nueva York, cargo que abandona en protesta por la política de George Bush Jr). Desde noviembre del 2003, fue profesor de estética en Venecia, donde enseñó además iconología en el Instituto Universitario de Arquitectura de Venecia.[cita requerida]

## Obra

### La tradición occidental
Agamben se hace acompañar en sus textos por Aristóteles, San Agustín de Hipona, Santo Tomás de Aquino, Karl Marx, Pablo de Tarso y Franz Kafka, entre otros, aunque también por otros menos conocidos: cabalistas, trovadores, padres de la Iglesia y poetas medievales, e incluso por autores influyentes como el jurista Carl Schmitt. Sus maestros o mentores son Martin Heidegger y Walter Benjamin, a cuya obra retorna siempre. En sus investigaciones sobre las imágenes sigue la estela de Aby Warburg.[cita requerida]
Las preguntas que plantea a la tradición occidental podrían simplificarse en ¿cómo hemos llegado al punto en que nos encontramos? Esta cuestión supone un enjuiciamiento político y un diagnóstico desolado de la situación que vivimos, e implica otra de cuya respuesta acertada depende la supervivencia y para la cual cada vez hay menos tiempo: ¿Qué podemos hacer, qué dirección tomar?[cita requerida]
El abordaje de preguntas tan complejas y decisivas supone a la vez una investigación de conceptos clave en los campos jurídico, estético, cultural y la confrontación con las últimas estrategias filosóficas para tratarlos y comprenderlos. Supone también el rastreo a través de autores de todas las épocas, en busca de esas oportunidades abandonadas o de los destellos que muestran las claves de una época.[cita requerida]
Este estudio hace aparecer a la cultura occidental desde sus orígenes como "asombrosamente otra". Es lo que ocurre en Estancias. La palabra y el fantasma en la cultura occidental, ensayo que hace un recorrido desde la psicología y medicina medievales y la poesía trovadoresca, hasta el concepto de mercancía de Marx (El capital) y el psicoanálisis; toda una historia de la producción occidental, no solo la artística, centrada en la categoría de "fantasma", cuya marginación u olvido tiene como consecuencia la actual inanidad del arte, su carácter autónomo y espectacularizado.[cita requerida]

### Mesianismo
La formulación de ambas cuestiones: ¿Cómo es nuestro tiempo, cómo vivirlo?, es decir, ¿cómo estar a la altura de su exigencia? implica una actitud, en la que Agamben profundiza con sus estudios sobre Benjamin, sobre la tradición judía y sus intérpretes, sobre la Carta a los Romanos de Pablo de Tarso, una actitud mesiánica. Esta se explicaría así: si la tradición metafísica insiste en la fundación, en el origen, la tradición mesiánica (también occidental en la medida en que en nuestra historia de Atenas es inseparable de Jerusalén) reivindica el cumplimiento, ahora bien, para que este se produzca el origen debe ser revocado.[cita requerida]
La revocación del origen y por tanto la anulación o transformación de sus consecuencias sería una constante en la obra de Giorgo Agamben. El retorno a los orígenes no reviste el carácter de la identificación simplificadora del mal, del descubrimiento de una desviación culpable. Se trata de desvelar la lógica interna de un proceso cuya actualización es constante, contemporánea, y cuya ignorancia u olvido comporta su repetición fatal. Esta lógica no puede ser formalizada de acuerdo con los recursos que el pensamiento vigente ha establecido; por tanto, estos deben ser cuestionados y desmontados, en tanto cómplices del orden de cosas que no saben explicar.[cita requerida]
Esta actividad deconstructiva (la obra filosófica de Agamben supone una constante explicación con la deconstrucción derrideana) implica también la búsqueda del concepto libre de tal culpa originaria, la fórmula destinada a atravesar una puerta cuyo mayor obstáculo es que se encuentra desde siempre abierta, a sortear las trampas que la metafísica tiende en el lenguaje, en el pensamiento, en la práctica.[cita requerida]

### La biopolítica, laNuda Vida
En relación con la primera pregunta antes referida (¿Cómo hemos llegado a la situación en que nos encontramos?), es necesario describir el lugar preciso en que se encuentra la civilización mundial: la época de la biopolítica. Este concepto fue introducido en el pensamiento filosófico por Michel Foucault. La biopolítica es la gestión política de la vida, la intervención del poder en la vida humana. Esto lleva a preguntar cuál es el carácter del pensamiento actual sobre la vida, y su camino teológico, filosófico, político, es decir, metafísico.[cita requerida]
Este camino es aquel sobre el que transitan todos los logros de la cultura occidental en relación con la preservación de la vida, y los títulos-conceptos que se le otorgan como salvaguardia en un proceso que supuestamente lleva a los derechos individuales, la salud generalizada, el progreso social. Este camino también está jalonado de errores y horrores, lo que lleva a preguntar si estos son accidentales o inherentes a ese proceso. Agamben muestra que el tratamiento metafísico de lo vital y su deriva política son inseparables de tales acontecimientos. Su concepto clave en relación con esto es el de Nuda vida.[cita requerida]
Nuda vida puede interpretarse como un concepto científico o médico: la vida desprovista de toda cualificación, lo que tiene en común la vida humana con la de un caracol o una planta. Enseguida se percibe que se trata de una idea filosófico-teológica, que subyace a su posterior apropiación médica y política. Su genealogía va desde Aristóteles (vida nutricia, el antecedente del concepto de vida vegetativa) hasta Gilles Deleuze, con su intento de elaborar un concepto de inmanencia que abarque plenamente el de vida.
Agamben señala cómo la filosofía y la política evolucionan hasta hacer de la vida su tema y su terreno. Considerar al hombre no como sujeto sino como cuerpo vivo, y más allá, como vida en un cuerpo, es una prueba de que a todos los conceptos, ideas y argumentos que han servido como pretextos o maniobras de ocultación les llega el momento de mostrar su verdad, este es el momento de máximo peligro, y quizá de oportunidad máxima también: el tiempo en que la biopolítica coincide íntegramente con la política, y el estado de excepción con el Estado. En Homo sacer I. El poder soberano y la nuda vida, Agamben afirma que toda la historia jurídica de Occidente, desde el derecho romano arcaico hasta la moderna Declaración de Derechos del Hombre y del Ciudadano con sus derivaciones, se fundamenta en el vínculo originario entre el poder soberano y la vida (humana) expuesta a la muerte.[cita requerida]
La cuestión estriba en que cualquier estrategia humanista, para revertir este hecho, se encuentra inhabilitada desde su inicio. El humanismo es tanto un rodeo como un medio de ocultamiento o de retraso del advenimiento de la gestión planetaria de la vida como vida desnuda. La consecuencia de considerar al hombre como mera vida es que ésta puede sacarse de todo contexto social, político, cultural y tratarse como proyecto, como plan, como tarea histórica, como mero residuo, como objeto de experimentación; puede aniquilarse sin que esto entre en la esfera de lo punible.[cita requerida]
El momento privilegiado de la extensión de la biopolítica al ámbito planetario es el campo de concentración. Agamben estudia este espacio en "Lo que queda de Auschwitz", como realización de lo que ya está implícito en toda la evolución político-metafísica de Occidente: el lugar en que, dentro del espacio jurídico de un estado y al mismo tiempo fuera de él, la vida es tratada como materia sin forma humana. Esta circunstancia límite somete a una dura prueba todos los referentes éticos válidos hasta el momento: en la desnudez absoluta del campo, el único rudimento de ética se halla en el testigo y su testimonio, más allá de la supervivencia misma como valor absoluto del campo.[cita requerida]
Agamben no teme comparar el campo de concentración y la ideología nazi que lo ha hecho posible con la situación filosófica actual, como si ambas prácticas en las que las divisiones metafísicas son anuladas, por dispares e incompatibles que puedan resultar, representasen lo más extremo en cuanto a posibilidades del mundo contemporáneo.[cita requerida]
La vida como asunto sin límites de la filosofía y la vida como materia sin forma del trabajo criminal del campo. De esta manera, intenta mostrar que los remedios humanistas son impotentes ante el extremo gesto de la biopolítica, y que solo encarando ésta como realidad mundial, como cumplimiento paradójico de la promesa del desarrollo social y político de Occidente puede plantearse la resistencia.[cita requerida]

### El Cualquiera
La posibilidad de un mundo más allá del concepto de soberanía, es decir, del tenebroso abandono de la nuda vida, se encuentra tanto en el concepto de potencia diseñado por Aristóteles y perdido después en una larga tradición de interpretaciones, que abre a los hombres un margen de realización ajeno al poder sobre otros (la potencia como "potencia de no") como en las parábolas kafkianas que, hacia su final, invierten una conclusión desesperada y absurda, mostrando una salida para el ingenio humano. También en el pensamiento del Ereignis heideggeriano, que sitúa el ser más allá de la metafísica, o en la escritura de Robert Walser, ajena al pathos ontoteológico, cuyos personajes habitan una melancólica transparencia, una inocente jovialidad más allá de la salvación o la caída.
En "La comunidad que viene", Agamben caracteriza, mediante breves textos tan eruditos como enigmáticos, el mundo postmetafísico.[cita requerida]
¿Qué ha cambiado? Remotas discusiones de lógicos medievales toman una actualidad extraña, brillan como debates decisivos... somos nuestra cultura, y todas nuestras posibilidades, tanto las de catástrofe como las de salvación, se encuentran esbozadas en el texto de la tradición, que debe poder ser leído e interpretado, no como una escritura sin significado, indistinguible de la vida misma (reproche que Agamben hace a la deconstrucción de Derrida: extiende el dominio de la "vigencia sin significado" al texto entero de la cultura de Occidente), sino precisamente en busca de las respuestas que necesitamos.[cita requerida]
Estas respuestas son legibles en el momento en que el mundo dividido de la metafísica toca a su fin, en que a embates de lo que está sucediendo somos "vida sin forma". Pero esta desubjetivación no borra, por ejemplo, la posibilidad de una ética, sino al contrario: la ética solo es posible en ausencia de tarea histórica o biológica, de vocación o de esencia. Lo propio del hombre no es sino su impropiedad, y ésta debe ser asumida por fin como singularidad sin identidad. El ser que viene, el Cualquiera, no es "el ser no importa cuál, sino el ser tal que, sea cual sea, importa...".[cita requerida]

## Obras
- L'uomo senza contenuto (1970)
- Stanze. La parola e il fantasma nella cultura occidentale (1977)
- Infanzia e storia: Distruzione dell'esperienza e origine della storia (1978)
- Il linguaggio e la morte: Un seminario sul luogo della negatività (1982)
- Idea della prosa (1985)
- La comunità che viene (1990)
- Bartleby, la formula della creazione (1993, con Gilles Deleuze y otros)
- Homo sacer. Il potere soverano e la vita nuda. Homo sacer I (1995)
- Mezzi senza fine. Note sulla politica (1996)
- Categorie italiane. Studi di poetica (1996)
- Quel che resta di Auschwitz. L'archivio e il testimone. Homo sacer III (1998)
- Il tempo che resta. Un commento alla Lettera ai Romani (2000)
- L'aperto. L'uomo e l'animale (2002)
- Stato di Eccezione. Homo sacer, 2,1 (2003)
- Profanazioni (2005)
- Che cos'è un dispositivo? (2006)
- L'amico (2007)
- Ninfe (2007)
- Il regno e la gloria. Per una genealogia teologica dell'economia e del governo. Homo sacer II, 4 (2007)
- Che cos'è il contemporaneo? (2007)
- Signatura rerum. Sul Metodo (2008)
- Il sacramento del linguaggio. Archeologia del giuramento. Homo sacer II, 3 (2008)
- Nudità (2009)
- Angeli. Ebraismo Cristianesimo Islam (ed. Emanuele Coccia y Giorgio Agamben) (2009)
- La Chiesa e il Regno (2010)
- La ragazza indicibile. Mito e mistero di Kore (2010, con Monica Ferrando)
- Altissima povertà. Regola e forma di vita nel monachesimo. Homo sacer IV, 1,  (2011)
- Opus Dei. Archeologia dell'ufficio. Homo sacer, II, 5 (2011)
- Il mistero del male. Benedetto XVI e la fine dei tempi, Roma-Bari, Laterza (2013)
- Pilato e Gesù, Roma, Nottetempo (2013)
- Il fuoco e il racconto, Roma, Nottetempo (2014)
- L'uso dei corpi. Homo sacer IV, 2, Vicenza, Neri Pozza (2014)
- "Stasis. La guerra civile come paradigma politico. Homo sacer II, 2", Torino, Bollati Boringhieri (2015)
- "Pulcinella ovvero divertimento per li. regazzi", Roma, Nottetempo (2015)
- Che cos'è la filosofia?, Macerata, Quodlibet (2016)
- Che cos'è reale? La scomparsa di Majorana, Vicenza, Neri Pozza (2016)
- Creazione e anarchia. L'opera nell'età della religione capitalista, Vicenza, Neri Pozza (2019)
- Studiolo, Torino, Einaudi (2019)
- A che punto siamo? L'epidemia como politica, Macerata, Quodlibet (2020)
- La follia di Hölderlin, Torino, Einaudi (2021)
- Pinocchio. Le avventure di un burattino doppiamente commentate e tre volte illustrate, Torino, Einaudi (2021)

### Traducciones en España
- Estancias. La palabra y el fantasma en la cultura occidental, Pre-Textos. Valencia 1995. Traducción: Tomás Segovia. ISBN 84-8191-053-8.
- Homo sacer. El poder soberano y la nuda vida, Pre-Textos. Valencia 1998. Traducción: Antonio Gimeno Cuspinera. ISBN 84-8191-206-9.
- Lo que queda de Auschwitz. El archivo y el testigo. Homo Sacer III. Pre-Textos. Valencia 2000. Traducción: Antonio Gimeno Cuspinera. ISBN 84-8191-288-3.
- Medios sin fin. Notas sobre la política, Pre-Textos. Valencia 2001. Traducción: Antonio Gimeno Cuspinera. ISBN 84-8191-358-8.
- El lenguaje y la muerte. Un seminario sobre el lugar de la negatividad, Pre-Textos. Valencia 2002. Traducción: Tomás Segovia. ISBN 84-8191-491-6.
- Estado de excepción. Homo sacer II, 1, Pre-Textos. Valencia 2003. Traducción: Antonio Gimeno Cuspinera. ISBN 84-8191-625-0.
- El hombre sin contenido. Áltera. Barcelona 2005. ISBN 84-89779-62-7.
- Lo abierto. El hombre y el animal. Pre-Textos. Valencia 2005. Traducción: Antonio Gimeno Cuspinera. ISBN 84-8191-673-0.
- Profanaciones. Anagrama. Barcelona 2005. Traducción: Edgardo Dobry. ISBN 84-339-6232-9.
- La comunidad que viene. Pre-Textos. Valencia 2006. Traducción: José Luis Villacañas, Claudio La Rocca y Ester Quirós. ISBN 84-8191-771-0.
- El tiempo que resta. Comentario a la Carta a los Romanos. Trotta. Madrid 2006. Traducción: Antonio Piñero Sáenz. ISBN 84-8164-834-5.
- Preferiría no hacerlo. Bartleby, el escribiente. Con otros. Pre-Textos. Valencia...ISBN 84-8191-284-0.
- La potencia del pensamiento. Anagrama. Barcelona 2008. Traducción: Flavia Costa y Edgardo Castro. ISBN 978-84-339-6271-3.
- Ninfas, Pre-Textos, Valencia 2011.
- El sacramento del lenguaje. Arqueología del juramento (Homo sacer II, 3). Pre-Textos, Valencia 2011. Traducción: Antonio Gimeno Cuspiner.
- Desnudez. Barcelona, Anagrama, 2012. Traducción: Mercedes Ruvituso, María Teresa D'Meza y Cristina Sardoy. ISBN 978-84-339-6332-1.
- El fuego y el relato. Madrid, Sexto Piso, 2016. Traducción: Ernesto Kavi. ISBN 978-84-16358-92-2.

### Traducciones en Argentina
- Estado de excepción. Homo sacer II, 1, Buenos Aires, Editorial Adriana Hidalgo, 2004. Traducción: Flavia Costa e Ivana Costa. ISBN 978-987-1156-15-4.
- Profanaciones, Buenos Aires, Editorial Adriana Hidalgo, 2005. Traducción: Flavia Costa y Edgardo Castro. ISBN 987-1156-34-0.
- Lo abierto. El hombre y el animal, Buenos Aires, Editorial Adriana Hidalgo, 2006. Traducción: Flavia Costa y Edgardo Castro. ISBN 987-1156-50-2.
- La potencia del pensamiento, Buenos Aires, Editorial Adriana Hidalgo, 2007. Traducción: Flavia Costa y Edgardo Castro. ISBN 978-987-1156-69-9.
- El Reino y la Gloria. Homo sacer II, 4, Buenos Aires, Editorial Adriana Hidalgo, 2008. Traducción: Flavia Costa y Edgardo Castro. ISBN 978-987-1156-97-9.
- Signatura rerum: sobre el método, Buenos Aires, Editorial Adriana Hidalgo, 2009. Traducción: Flavia Costa y Mercedes Ruvituso. ISBN 978-987-1556-17-5.
- El sacramento del lenguaje. Arqueología del juramento. Homo sacer, II, 3, Buenos Aires, Editorial Adriana Hidalgo, 2010. Traducción: Mercedes Ruvituso. ISBN 978-987-1556-30-4.
- Infancia e historia, Buenos Aires, Editorial Adriana Hidalgo, 2011. Traducción: Silvio Mattoni. ISBN 978-987-9396-53-7.
- Desnudez. Buenos Aires, Editorial Adriana Hidalgo, 2011. Traducción: Mercedes Ruvituso, María Teresa D'Meza y Cristina Sardoy. ISBN 978-987-1556-55-7.
- Opus Dei. Homo sacer, II, 5, Buenos Aires, Editorial Adriana Hidalgo, 2012. Traducción: Mercedes Ruvituso. ISBN 978-987-1923-00-7
- Pilato y Jesús, Buenos Aires, Editorial Adriana Hidalgo, 2013. Traducción: María Teresa D’Meza. ISBN 978-987-1923-74-8.
- Altísima pobreza. Reglas monásticas y formas de vida. Homo sacer IV, 1, Buenos Aires, Editorial Adriana Hidalgo, 2013. Traducción: Flavia Costa y María Teresa D’Meza. ISBN 978-987-1923-16-8.
- El misterio del mal. Benedicto XVI y el fin de los tiempos, Buenos Aires, Editorial Adriana Hidalgo, 2013. Traducción: María Teresa D’Meza. ISBN 978-987-1923-28-1.
- ¿Qué es un dispositivo?, Buenos Aires, Editorial Adriana Hidalgo, 2014. Traducción: Mercedes Ruvituso. ISBN 978-987-1923-88-5.
- La idea de la prosa, Buenos Aires, Editorial Adriana Hidalgo, 2015. Traducción: Rodrigo Molina-Zavalía. ISBN 978-987-3793-54-7.
- El final del poema, Buenos Aires, Editorial Adriana Hidalgo, 2016. Traducción: Edgardo Dobry. ISBN 978-987-3793-62-2.
- Gusto, Buenos Aires, Editorial Adriana Hidalgo, 2016. Traducción: Rodrigo Molina-Zavalía. ISBN 978-987-3793-86-8
- Stasis. La guerra civil como paradigma político. Homo sacer II, 2, Buenos Aires, Editorial Adriana Hidalgo, 2017. Traducción: Rodrigo Molina-Zavalía. ISBN 978-987-3793-99-8
- El uso de los cuerpos. Homo sacer IV, 2, Buenos Aires, Editorial Adriana Hidalgo, 2017. Traducción: Rodrigo Molina-Zavalía. ISBN 978-987-4159-03-8
- ¿Qué es la filosofía?, Buenos Aires, Editorial Adriana Hidalgo, 2017.Traducción: Mercedes Ruvituso.  ISBN 978-987-4159-19-9
- Medios sin fin. Notas sobre la política, Buenos Aires, Editorial Adriana Hidalgo, 2017. Traducción: Rodrigo Molina-Zavalía. ISBN 978-987-4159-15-1
- Karman. Breve tratado sobre la acción, la culpa y el gesto, Buenos Aires, Editorial Adriana Hidalgo, 2018. Traducción: Mercedes Ruvituso. ISBN 978-987-4159-33-5
- Homo Sacer. El poder soberano y la vida desnuda, Buenos Aires, Editorial Adriana Hidalgo, 2018. Traducción: Mercedes Ruvituso. ISBN 978-987-4159-02-1
- Lo que resta de Auschwitz, Buenos Aires, Editorial Adriana Hidalgo, 2018. Traducción: Edgardo Castro. ISBN 978-987-4159-10-6
- Autorretrato en el estudio, Buenos Aires, Editorial Adriana Hidalgo, 2018. Traducción: Rodrigo Molina-Zavalía y María Teresa D'Meza. ISBN 978-987-4159-36-6
- La aventura, Buenos Aires, Editorial Adriana Hidalgo, 2018. Traducción: Mercedes Ruvituso. ISBN 978-987-4159-32-8
- ¿Qué es real?, Buenos Aires, Editorial Adriana Hidalgo, 2019. Traducción: Rodrigo Molina-Zavalía. ISBN 978-987-4159-61-8
- Creación y anarquía, Buenos Aires, Editorial Adriana Hidalgo, 2019. Traducción: Rodrigo Molina-Zavalía y María Teresa D'Meza. ISBN 978-987-4159-64-9
- Polichinela o divertimento para los muchachos, Buenos Aires, Editorial Adriana Hidalgo, 2019. Traducción: Rodrigo Molina-Zavalía. ISBN 978-987-4159-71-7
- ¿En qué punto estamos? La epidemia como política, Buenos Aires, Editorial Adriana Hidalgo, 2020. Traducción: Rodrigo Molina-Zavalía y María Teresa D'Meza. ISBN 978-987-8388-05-02
- Studiolo, Buenos Aires, Editorial Adriana Hidalgo, 2021. Traducción: Rodrigo Molina-Zavalía y María Teresa D'Meza. ISBN 978-987-8388-57-1
- Cuando la casa se quema, Buenos Aires, Editorial Adriana Hidalgo, 2022. Traducción: Rodrigo Molina-Zavalía y María Teresa D'Meza.
- La locura de Hölderlin, Buenos Aires, Editorial Adriana Hidalgo, 2022. Traducción: Rodrigo Molina-Zavalía y María Teresa D'Meza.
- Pinocho. Las aventuras de un títere dos veces comentadas y tres veces ilustradas, Buenos Aires, Editorial Adriana Hidalgo, 2022. Traducción: Rodrigo Molina-Zavalía.
- Lo irrealizable. Para una política de la ontología, Buenos Aires, Editorial Adriana Hidalgo, 2022. Traducción: Rodrigo Molina-Zavalía.
- Lo que he visto, oído y aprendido, Buenos Aires, Editorial Adriana Hidalgo, 2023. Traducción: Rodrigo Molina-Zavalía.
- Filosofía primera filosofía última. El saber de Occidente entre la metafísica y la ciencia, Buenos Aires, Editorial Adriana Hidalgo, 2025. Traducción: Rodrigo Molina-Zavalía.
- Estancias. La palabra y el fantasma en la cultura occidental, Buenos Aires, Editorial Adriana Hidalgo, 2025. Traducción: Rodrigo Molina-Zavalía y María Teresa D'Meza.

### Traducciones en México
- El misterio del mal. Benedicto XVI y el fin de los tiempos, Fractal Número 68, México 2013. Traducción y notas: Ilya Semo Bechet y Armando Cintra Benítez. http://www.mxfractal.org/RevistaFractal68GiorgioAgamben.htm
- La muchacha indecible. Mito y misterio de Kore (con Mónica Ferrando), México, Sexto piso, 2014. Traducción: Ernesto Kavi. ISBN 978-84-1560-147-0.
- Sobre los límites de la violencia, Fractal Número 78, México 2016. Traducción y notas: Alan Cruz. https://www.mxfractal.org/articulos/RevistaFractal78Agamben.php